# 黒富士

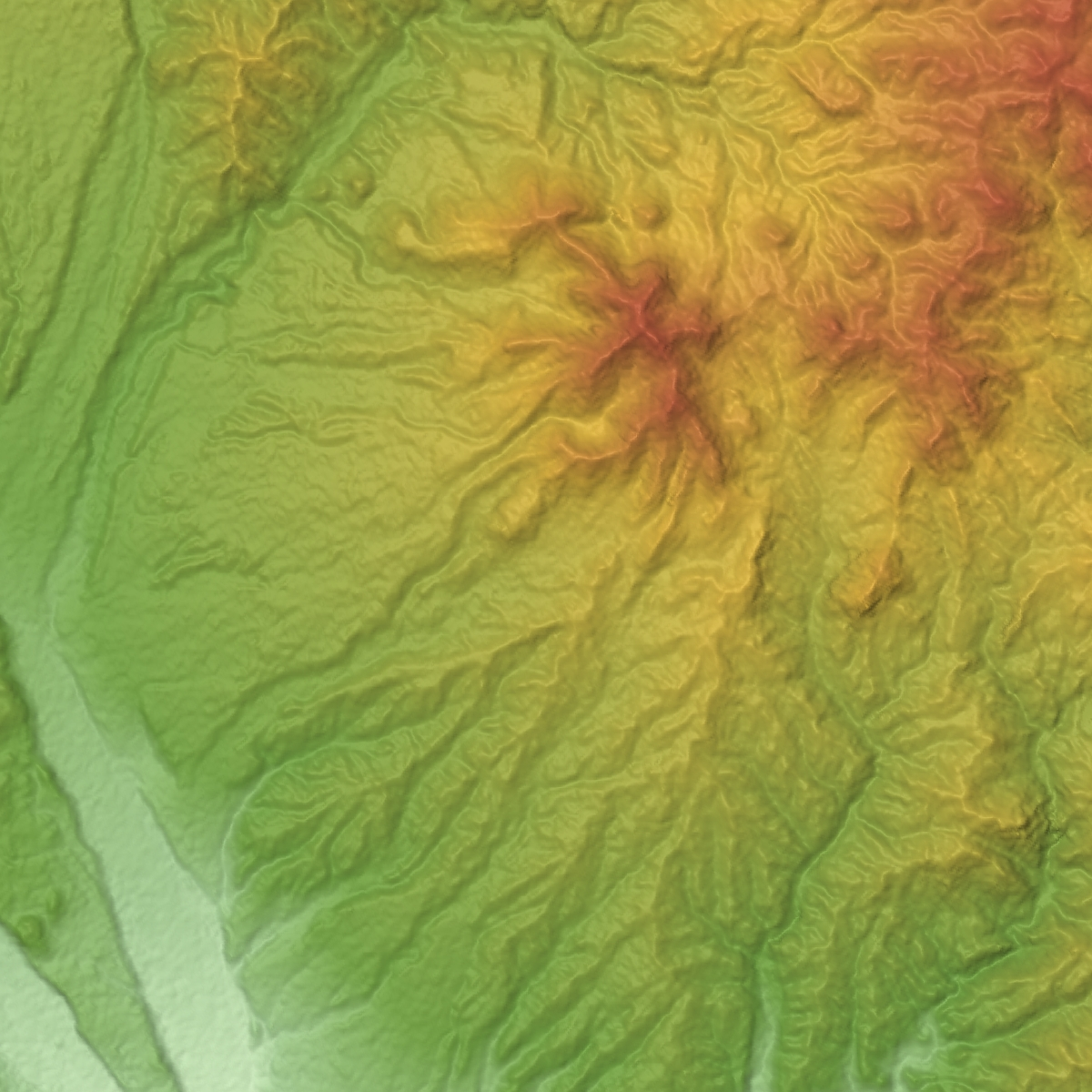
茅ヶ岳火山(左)と黒富士火山群(右)の地形図

黒富士（くろふじ）は、山梨県にある奥秩父山地の南西部に位置する山。標高は1,635m。山梨百名山および甲府名山のひとつ。
近隣の曲岳、太刀岡山などを合わせて黒富士火山群を形成する。山頂から金峰山などの奥秩父の山々や南アルプスの山々が見える。升形山から見ると、富士山をバックに小さい黒い富士山に見える。

## 黒富士火山
約100万年前から約50万年前に活動した火山。デイサイトマグマの噴出による溶岩ドームの形成、第1期～第5期の火砕流堆積物、および関連した岩脈群からなる。第2期以外の火砕流堆積物はBlock and ash flow型だが、第2期は大規模なプリニー式噴火による降下軽石を伴う火砕流と推定されている。
黒富士火山の活動停止から約30万年後の約20万年前に茅ヶ岳火山が活動した。

## 燕岩岩脈

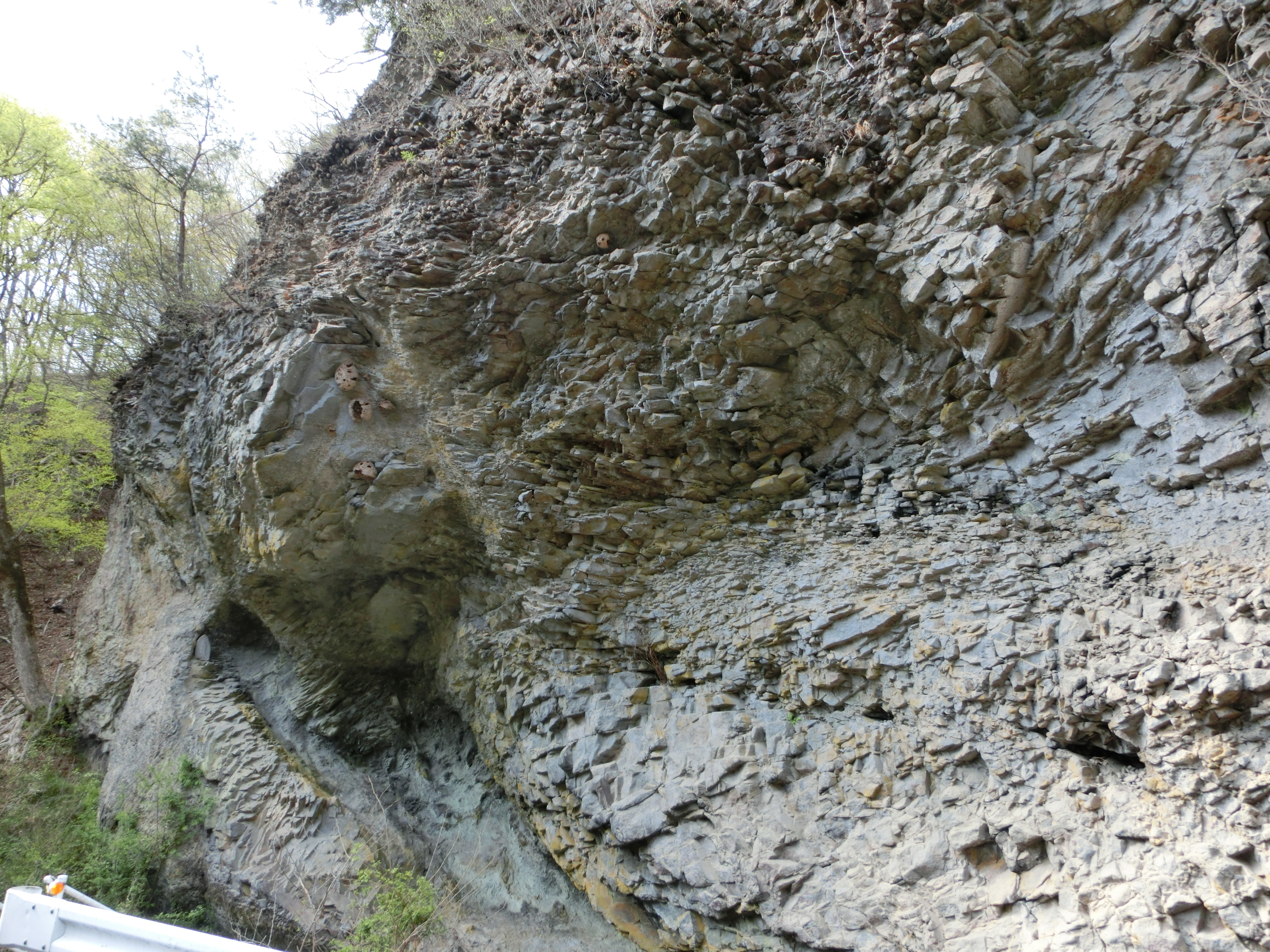
燕岩岩脈

燕岩岩脈（つばくろいわがんみゃく）は、黒富士の東側の麓にあり約50万年前にマグマが貫入して生じたデイサイトの岩脈。大規模に露出し学術上貴重であるとともに、発達した節理が景観上優れているとして、1934年に国の天然記念物に指定された。名はイワツバメが営巣することに因んでいる。一帯は金櫻神社の所有地である。

## 隣接する山
- 升形山
- 八丁峠
- 八丁峰
- 曲岳
- 鬼頬山
- 観音峠
- 太刀岡山

## 交通
- 林道観音峠大野山線

## 温泉
- 双葉町立温泉